# Елисейна
Елисейна (болг. Елисейна) — село в Болгарии. Находится в Врачанской области, входит в общину Мездра. Население составляет 415 человек.

## Политическая ситуация
В местном кметстве Елисейна, в состав которого входит Елисейна, должность кмета (старосты) исполняет Румен Крумов Илков (Граждане за европейское развитие Болгарии (ГЕРБ)) по результатам выборов.
Кмет (мэр) общины Мездра — Иван Аспарухов Цанов (независимый) по результатам выборов.